# Ekashringa

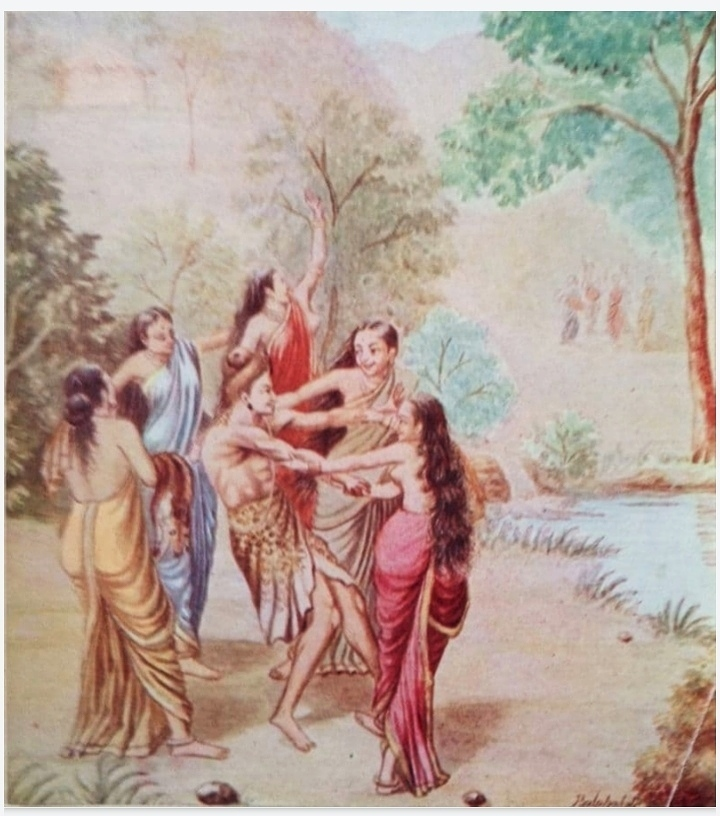
Image de Rishyashringa.

Ekashringa, en IAST  ekaśṛṅga, aussi appelé Rishyashringa, est, dans la mythologie hindoue, l'un des noms de Vishnou sous une forme à corne unique.  À l'origine, Ekashringa sert aussi à désigner en Inde la « montagne à un seul pic ».
L'histoire[Laquelle ?] parle d'un homme qui devient un mystique itinérant, méditant et vivant dans la forêt parmi les animaux. Il donne naissance, avec une antilope divine, à un enfant doté d'une corne unique sur la tête et de pouvoirs surnaturels.
Ce récit est souvent cité pour son influence sur la légende de la licorne occidentale,.